# Globi d'oro 2025
La 65ª edizione dei Globi d'oro si è tenuta mercoledì 2 luglio 2025 presso la Sala della Protomoteca del Palazzo Senatorio a Roma.
La candidature sono state annunciate il 13 giugno 2025; il film con più candidature è stato La città proibita con cinque candidature, seguito da Le assaggiatrici, Napoli - New York e Il nibbio con tre. Durante la cerimonia è stato assegnato il Globo d'oro alla carriera a Pupi Avati.

## Candidati e vincitori
I vincitori sono indicati in grassetto, a seguire gli altri candidati.
Miglior film
- Il nibbio, regia di Alessandro Tonda
- La città proibita regia di Gabriele Mainetti
- Le assaggiatrici regia di Silvio Soldini

Miglior regista
- Gabriele Mainetti – La città proibita
- Gabriele Salvatores – Napoli - New York
- Silvio Soldini – Le assaggiatrici

Miglior opera prima
- Ciao bambino – Edgardo Pistone
- La casa degli sguardi – Luca Zingaretti
- Per il mio bene – Mimmo Verdesca

Miglior commedia
- U.S. Palmese – Manetti Bros.
- Amiche mai – Maurizio Nichetti
- La storia del Frank e della Nina – Paola Randi

Miglior serie TV
- L'arte della gioia – Valeria Golino
- Citadel: Diana – Arnaldo Catinari
- M. Il figlio del secolo – Joe Wright

Miglior attore
- Claudio Santamaria – Il nibbio
- Giuseppe Battiston – Il corpo
- Fabrizio Gifuni – Il tempo che ci vuole

Miglior attrice
- Barbora Bobuľová – Per il mio bene
- Federica Luna Vincenti – Eterno visionario
- Sonia Bergamasco – Il nibbio

Miglior sceneggiatura
- Doriana Leondeff, Silvio Soldini, Cristina Comencini, Giulia Calenda, Ilaria Macchia, Lucio Ricca – Le assaggiatrici
- Gabriele Mainetti, Stefano Bises, Davide Serino – La città proibita
- Gabriele Salvatores – Napoli - New York

Miglior fotografia
- Maurizio Calvesi – L'abbaglio
- Paolo Carnera – La città proibita
- Michele D'Attanasio – Eterno visionario

Miglior musica
- Federico De Robertis – Napoli - New York
- Fabio Amurri – La città proibita
- Michele Braga e Emanuele Bosi – L'abbaglio

Miglior documentario
- Il mestiere di vivere – Giovanna Gagliardo
- Duse, the Greatest – Sonia Bergamasco
- Prima della fine - Gli ultimi giorni di Enrico Berlinguer – Samuele Rossi

Miglior cortometraggio
- Chloe – Matthias Salzburger
- Mare contro – Paola Verardi
- Superbi – Nikola Brunelli

Premio Giovane Promessa
- Beatrice Barison

Globo Verde
- Come se non ci fosse un domani, regia di Riccardo Cremona e Matteo Keffer

Gran Premio della stampa estera
- Isabella Rossellini

Globo d'oro alla carriera
- Pupi Avati